# Dimecoenia
Dimecoenia Cresson, 1916, è un genere di insetti della famiglia Ephydridae (Diptera: Schizophora). Comprende tre sole specie americane.

## Descrizione
Gli adulti sono piuttosto simili a quelli del genere Cirrula, da cui differiscono fondamentalmente per la lunghezza dei peli dell'arista, per lo sviluppo delle setole facciali all'interno della faccia e per la conformazione delle zampe posteriori. Si tratta di moscerini di dimensioni mediamente grandi, nell'ambito degli Efidridi, con corpo lungo 4-6 mm. Livrea dai colori variabili, spesso lucente e con aree che mostrano riflessi metallici, in particolare sul capo.
Il capo ha fronte e carena facciale lucenti, faccia prominente, con profilo convesso, antenne con arista pettinata nei due terzi basali e affusolata all'apice. Chetotassi frontale caratterizzata dalla presenza di un paio di setole interfrontali reciprocamente incrociate e due paia di fronto-orbitali lateroclinate e leggermente divergenti. Setole ocellari e verticali presenti e ben sviluppate, pseudopostocellari deboli. Setole facciali sparse su tutta la regione, ma più sviluppate in lunghezza presso i margini. Gena pubescente, con una setola lunga e robusta in evidenza.
Il torace è provvisto di peli acrosticali allineati in modo irregolare, con assenza delle prescutellari, cinque paia di setole dorsocentrali, il primo paio presuturale, il secondo in prossimità della sutura, una omerale, una sopralare (postsuturale), due postalari, due notopleurali, quattro paia di scutellari. Propleuron pubescente, come nella generalità degli Ephydrini. Le zampe posteriori, a differenza di Cirrula, non presentano particolari modificazioni e, in particolare, non presentano la fila di robuste setole sui femori. Elemento morfologico di particolare rilevanza, ricorrente nella generalità degli Ephydrini, è la conformazione dei tarsi, relativamente lunghi, provvisti di una peluria idrofuga sul lato ventrale e privi di pulvilli. Questa conformazione li rende poco adatti alla deambulazione su superfici più o meno lisce, ma in compenso permette di stazionare e muoversi sulla superficie libera delle acque.
Le ali non presentano elementi morfologici particolarmente distintivi e la nervatura rispecchia la conformazione generalmente ricorrente nella famiglia, ovvero la fusione della seconda basale con la discale, la conformazione rudimentale delle vene posteriori (anale e ramo CuA2 della cubitale) e della cellula cup. La costa si estende fino alla terminazione della media. Un elemento morfologico distintivo nella specie Dimecoenia spinosa è la presenza di vistose setole spiniformi lungo il margine costale.
Le larve di Dimecoenia presentano caratteri particolarmente distintivi nell'ambito degli Ephydrini: a differenza delle larve della generalità della tribù, quelle di Dimecoenia sono prive di pseudozampe, ridotte a lobi rudimentali, e non presentano pigmentazioni dorsali. Hanno una forma cilindrica, affusolata agli estremi, l'estremità posteriore termina con un breve tubo respiratorio bilobato, portante i due spiracoli tracheali addominali. La conformazione di questi ultimi, nelle larve di terza età, è alla base del comportamento differente rispetto a quelle degli altri Ephydrini.

## Biologia e habitat
L'habitat di questo genere è rappresentato esclusivamente da ambienti paludosi salini dei litorali marini. Gli adulti si rinvengono frequentemente sulla superficie dell'acqua, su cui stazionano o si muovono sfruttando la tensione superficiale, e su ammassi di alghe. 
Le larve sono semiacquatiche e vivono nella sabbia e nel fango delle paludi. Questo comportamento si differenzia da quello delle larve degli altri Ephydrini, che vivono generalmente negli ammassi di alghe, e si riscontra invece in altri gruppi di Efidridi, con analoghi adattamenti morfologici e fisiologici. Mathis & Simpson (1981) sottolineano questo aspetto mettendolo in relazione con la fisiologia della respirazione nelle larve di Dimecoenia: la vita all'interno di substrati umidi come il fango richiede particolari adattamenti per garantire gli scambi gassosi. Nella fattispecie, le larve di prima e seconda età, che presentano caratteri morfoanatomici e fisiologici simili a quelli delle larve di Cirrula, riescono a vivere immerse nel fango per lunghi periodi senza dipendere dall'ossigeno atmosferico e gli scambi gassosi si attuano fondamentalmente attraverso la respirazione cuticolare. Le larve di terza età, invece, hanno una struttura del tubo respiratorio e degli spiracoli addominali poco adatta alla funzione ricorrente nelle larve che vivono in immersione. In genere gli scambi gassosi si svolgono attraverso il contatto dell'estremità del tubo respiratorio con la superficie libera dell'acqua, in virtù delle strutture idrofughe associate agli spiracoli tracheali addominali. Nelle larve di terza età di Dimecoenia, la conformazione del tubo respiratorio lo rende adatto a svolgere una funzione di perforazione: queste larve sarebbero perciò in grado di vivere sommerse nel fango prelevando l'aria dal parenchima aerifero di piante associate a questi ambienti. Analoghi comportamenti e adattamenti morfoanatomici si riscontrano nelle larve di altri Efidridi (Notiphila, Hydrellia).

## Sistematica e distribuzione
Il genere Dimecoenia comprendeva in passato diciotto specie, in gran parte della regione neotropicale per quanto il maggiore interesse in letteratura fosse rivolto alle due specie neartiche. Questa suddivisione ricorre ancora nel BioSystematic Database of World Diptera: la banca dati include in Dimecoenia 18 nomi validi e un sinonimo minore: 
- Specie neartiche-neotropicali: D. spinosa (Loew, 1864)
- Specie esclusivamente neotropicali: D. abrupta Cresson, 1935, D. caesia (Wulp, 1883), D. carrerai Oliveira, 1957, D. chilensis (Macquart, 1850), D. ciligena (Rondani, 1868), D. coltaensis Cresson, 1935, D. densepilosa (Hendel, 1930), D. gilvipes (Coquillett, 1901), D. grumanni Oliveira, 1954, D. lenti Oliveira, 1954, D. lopesi Oliveira, 1954, D. prionoptera (Thomson, 1869) (=D. densa Cresson, 1931), D. travassosi Mello & Oliveira, 1992, D. venteli Oliveira, 1954, D. zurcheri Hendel, 1933.
- Specie esclusivamente neartiche: D. fuscifemur Steyskal, 1970.
- Specie afrotropicali: D. tristanensis Frey, 1954.

Mathis (2008) ha istituito un nuovo genere, Neoephydra, spostandovi la specie afrotropicale e tutte le Dimecoenia endemiche del Neotropico, con l'eccezione di D. gilvipes. In conseguenza di questa revisione, il genere Dimecoenia e la sua distribuzione risultano drasticamente ridimensionati: nel genere restano infatti tre sole specie:
- Dimecoenia fuscifemur Steyskal, 1970
- Dimecoenia gilvipes (Coquillett, 1901
- Dimecoenia spinosa (Loew, 1864).

D. spinosa, la più importante per diffusione e per ragioni storiche, ha l'areale più ampio, prevalentemente neartico. La specie è segnalata in numerose stazioni della costa atlantica del Canada e degli Stati Uniti d'America e del Golfo del Messico, ma l'areale comprende anche diverse stazioni della California (Stati Uniti e Messico) e frammentarie, espansioni nel Neotropico (Giamaica, Yucatán).
D. fuscifemur ha un areale più circoscritto e limitato alle coste atlantiche degli Stati Uniti, dal Delaware alla Florida.
D. gilvipes è invece l'unico endemismo neotropicale rimasto nel genere dopo Mathis (2008), esclusiva delle Galápagos.